# Cynanchum cuatrecasasii
Cynanchum cuatrecasasii är en oleanderväxtart som beskrevs av G. Morillo. Cynanchum cuatrecasasii ingår i släktet Cynanchum och familjen oleanderväxter. Inga underarter finns listade i Catalogue of Life.